# 대구분지
대구분지(大邱盆地)는 대구광역시의 분지를 말하며, 북부의 팔공산맥, 서부의 소백산맥 및 그 지맥인 가야산맥, 동부의 태백산맥, 남부의 성현산맥 등으로 둘러싸인 지역이다. 
또한 영천·경산·달성·대구·칠곡·청도 등 일대를 포함한 지역으로 평야가 넓다. 팔공산맥에는 팔공산(1,192m)이 솟아 있고 그 남록에는 거찰 동화사가 있다. 그 남쪽 백안분지는 대구분지에 연결된다. 동쪽 태백산맥은 세력이 약화되어 구릉성 산지를 이루고 있고, 남쪽에는 태백산맥의 고헌산(1,133m)에서 갈라져 서쪽으로 뻗은 성현산맥이 있다. 
경부선은 성현의 준령을 터널로 통과한다. 이 지역에는 낙동강과 그 지류 금호강·감천·고령천 등이 흐른다. 금호강은 영천 부근에서 여러 소지류를 합하여 하양·경산·대구 부근을 서쪽으로 흘러 본류인 낙동강에 합친다. 이 유역에는 대상평야가 열려 있다. 대구 분지는 금호강 유역평야와 낙동강 중류 연안의 남북 방향의 대상평야가 결합한 T자형의 대평야, 그리고 김천평야를 비롯한 여러 개의 산간 소분지를 총칭한다. 
이 지역에 높은 산지는 별로 없고 구릉 또는 구릉성 산지가 기복하고 있다. 서부와 남부 산지가 높아 바다에서 불어오는 바람을 막아주므로 대륙성 기후를 이룬다. 연평균 기온이 서울보다 1.6도가 높고 부산보다는 1.1도가 낮다. 1942년 8월 1일에는 섭씨 40도를 기록하였고, 1915년 8월에는 35도 이상의 더위가 무려 23일이나 계속된 때도 있다. 
강수량은 1,000mm 내외로서 혹서 소우지대의 특이한 기후형을 나타내고 있다.

## 같이 보기
- 대구광역시